# Handicap International
Handicap International / Humanity & Inclusion (HI) ist eine gemeinnützige Organisation für Nothilfe und Entwicklungszusammenarbeit, die in rund 60 Ländern aktiv ist. Sie setzt sich für eine solidarische und inklusive Welt ein. Die Organisation verbessert langfristig die Lebensbedingungen für Menschen mit Behinderung und unterstützt diejenigen, die besonderen Schutz benötigen. Außerdem arbeitet HI für eine Welt ohne Minen und Streubomben sowie für den Schutz der Zivilbevölkerung im Krieg. HI ist Co-Preisträgerin des Friedensnobelpreises von 1997. Handicap International e. V. ist der deutsche Verein von HI.

## Geschichte
Die Organisation wurde im Jahr 1982 von den beiden französischen Ärzten Jean-Baptiste Richardier und Claude Simonnot in Lyon gegründet. In den Flüchtlingslagern an der thailändischen Grenze hatten sie Hunderte kambodschanische Geflüchtete erlebt, die durch Projektile, Minen oder Blindgänger schwer verletzt worden waren. Nach den notwendigen Operationen gab es dort keinerlei Hilfe für die ca. 6000 Menschen mit Amputationen. Richardier und Simonnot gründeten Handicap International, um Menschen mit Behinderung auch in schwierigen Lebenssituationen zu unterstützen und ihnen durch Rehabilitation und die Versorgung mit Prothesen langfristig eine Perspektive zu ermöglichen. Die ersten Prothesenzentren der Organisation entstanden in den Flüchtlingslagern von Kambodscha, bald auch in Myanmar und Laos. Um weitere Opfer explosiver Kampfmittelrückstände zu vermeiden, begann Handicap International 1992 mit den ersten Minenräumungen in Kambodscha und im irakischen Kurdistan.
Im selben Jahr gründete der Verein zusammen mit fünf weiteren Organisationen die Internationale Kampagne für das Verbot von Landminen (ICBL). Diese erhielt 1997 den Friedensnobelpreis und trug zum Erfolg des Ottawa-Prozesses und somit zum am 3. Dezember 1997 getroffenen Übereinkommen über das Verbot des Einsatzes, der Lagerung, der Herstellung und der Weitergabe von Antipersonenminen und über deren Vernichtung („Ottawa-Konvention“) bei.
Die deutsche Sektion der Organisation wurde 1998 gegründet. Rund 10 Jahre später spielte Handicap International eine Rolle bei der Unterzeichnung des Oslo-Abkommens für ein Verbot von Streubomben.

## Ziele
Die Organisation möchte weltweit zu einer dauerhaften Verbesserung der Situation von Menschen mit Behinderung und andere besonders schutzbedürftige Menschen, wie schwangere und alleinstehende Frauen, ältere Menschen etc. beitragen. Hierbei wird nicht nur deren Zugang zu medizinischer Versorgung große Bedeutung beigemessen, sondern auch der Veränderung ihrer allgemeinen Lebensbedingungen durch eine Behinderung sowie die soziale (Wieder-)Eingliederung in die Gemeinschaft. Deshalb unterstützt die Organisation lokale Partner, durch die – auch nach Beendigung des Einsatzes von Handicap International – eine langfristige Weiterführung der Projekte möglich ist.
Im Rahmen von Nothilfeeinsätzen setzt sich die Organisation für die besonders Schutzbedürftigen, wie Menschen mit Behinderung oder ältere Menschen, ein und ermöglicht, dass auch diese Zugang zu Hilfsgütern und medizinischer Versorgung bekommen.
Zudem kämpft die Organisation gegen den Einsatz von Landminen und Streumunition, die in vielen Ländern auch Jahrzehnte nach Beendigung eines Krieges/Konfliktes noch Menschen töten und verstümmeln. Die Organisation setzt sich dafür ein, dass Lagerstätten für Kleinwaffen, die nach Bürgerkriegen häufig besonders leicht für die Bevölkerung zugänglich sind, zerstört werden und die Bevölkerung über die Gefahren im Umgang mit Kleinwaffen aufgeklärt wird. Außerdem kämpft Handicap International gegen Bombenangriffe auf die Zivilbevölkerung. Als Teil der Kampagne INEW (Internationales Netzwerk zu Explosivwaffen) arbeitet die Organisation seit Jahren darauf hin, eine internationale politische Erklärung zu bewirken, die solche Einsätze gezielt reglementiert und dadurch möglichst ganz verhindert. Mit Erfolg: Am 18. November 2022 haben schließlich 80 Staaten auf der Konferenz von Dublin ein internationales Abkommen zum besseren Schutz der Zivilbevölkerung vor dem Einsatz von Explosivwaffen in Wohngebieten (EWIPA) verabschiedet, darunter Deutschland, Frankreich, das Vereinigte Königreich und die Vereinigten Staaten. Das Abkommen verpflichtet die Staaten, den Einsatz von Explosivwaffen in bewohnten Gebieten einzuschränken, den Opfern zu helfen und sich mit den langfristigen Folgen der Beschädigung und Zerstörung der zivilen Infrastruktur zu befassen. Um den Druck auf die Nicht-Unterzeichner-Staaten zu erhöhen und zu erwirken, dass möglichst viele Staaten dem internationalen Übereinkommen beitreten, veröffentlicht die INEW jährlich den Explosivwaffen-Monitor. Der Monitor enthält Informationen und Analysen über die verheerende Wirkung von Explosivwaffen. Handicap International liefert wichtige Beiträge für den Bericht und engagiert sich politisch für den Schutz der Zivilbevölkerung. Handicap International teilt in Deutschland zudem jährlich den Landminen-Monitor sowie den Streubomben-Monitor, um auf die lang anhaltenden Folgen des Einsatzes dieser Waffen und die damit verbundene Gefahr für Zivilbevölkerung aufmerksam zu machen.

## Weltweite Projektarbeit
Die Organisation ist in 59 Ländern mit 466 Projekten tätig (Stand: 2023). Viele dieser Länder sind von Landminen und anderen explosiven Überresten und bewaffneten Konflikten betroffen. Die Projekte beschränken sich nicht nur auf die körperliche Versorgung der Opfer in Orthopädiewerkstätten und Rehabilitationszentren, sondern beziehen die gesamte Lebenssituation von Menschen mit Behinderung in die Hilfe ein. Dazu gehört psychologische Unterstützung und Hilfestellung bei der sozialen Integration, aber auch organisatorische Unterstützung von Selbsthilfeprojekten. Priorität in der Projektarbeit hat die Arbeit mit lokalen Partnerorganisationen und die Ausbildung von lokalen Mitarbeitenden.
In Nachkriegsregionen haben viele der Programme das Ziel, Unfälle mit Landminen und anderen explosiven Kriegsresten sowie Kleinwaffen durch Aufklärung der Bevölkerung und den Aufbau von Kampfmittelräumungsteams zu verhindern. Zur langfristigen Prävention gehört ein internationales politisches Engagement für ein Verbot aller Minen und minenähnlicher Waffen. Handicap International gründete deshalb 1992 gemeinsam mit fünf anderen Organisationen die Internationale Kampagne für ein Verbot von Landminen (International Campaign to Ban Landmines), die 1997 mit dem Friedensnobelpreis ausgezeichnet wurde. Darüber hinaus gehörte die Organisation 2003 außerdem zu den Gründern der Internationalen Kampagne gegen Streuminen, die Cluster Munition Coalition.
In den aktuellen Krisengebieten wie in der Ukraine und Gaza ist Handicap International vor Ort und verteilt lebenswichtige Hilfsmittel an die Schutzbedürftigsten, darunter Krücken, Rollstühle und Medikamente. Außerdem bieten die Teams psychologische Hilfe für die vom Krieg traumatisierten Menschen in der Ukraine und Gaza und leisten wertvolle Aufklärungsarbeit über den Umgang mit Blindgängern, um besonders Schulkinder zu schützen.
Auch in vielen anderen Ländern leistet HI Nothilfe nach Katastrophen, wie nach dem Erdbeben in Nepal oder Syrien. Dort kümmern sich die Teams von Handicap International auch um die vielen Kriegsverletzten und helfen mit Prothesen und Reha-Maßnahmen.
Handicap International setzt sich außerdem für die Rechte von Menschen mit Behinderung ein und fördert ihre Inklusion in der Schule und am Arbeitsplatz, wie in Mosambik oder im Tschad.

### Das Netzwerk Humanity & Inclusion
Das globale Organisationsnetzwerk umfasst die Dachorganisation „Humanity & Inclusion“, die Projekte in rund 60 Ländern umsetzt und 2009 aus dem Zusammenschluss der acht nationalen Vereine geschaffen wurde, sowie das Institute on Humanitarian Action in Genf. In der Umsetzung der Programmarbeit agiert die Dachorganisation entweder unter dem Namen „Humanity & Inclusion“ oder „Handicap International“.
Die acht nationalen Vereine, die zwischen 1982 und 2006 gegründet wurden, befinden sich in folgenden Ländern: Frankreich, Belgien, Großbritannien, Deutschland, Luxemburg, Schweiz, USA und Kanada.
Manuel Patrouillard ist seit 2014 internationaler Geschäftsführer und Nachfolger des Mitbegründers der Organisation Jean-Baptiste Richardier. Im Juni 2018 wurde Jean-Noël Dargnies zum Vorstandsvorsitzenden der HI Organisation als Nachfolger von Jacques Tassi ernannt.

### Deutschland
Handicap International e. V. ist der deutsche Verein der internationalen Organisation Humanity & Inclusion. Das Team arbeitet seit 1998 mit einem Büro in München und seit 2015 in Berlin. Schwerpunkt der Advocacy-Arbeit ist die fachliche Einflussnahme auf die Entscheidungsträger in Politik und Gesellschaft sowie die Sensibilisierung der Bevölkerung. Außerdem betreibt die Organisation institutionelles Fundraising, Spendenwerbung und Presse- und Öffentlichkeitsarbeit.
In Deutschland werden drei Projekte umgesetzt:
- Crossroads | Flucht. Migration. Behinderung. (Berlin) gibt Impulse für Veränderungen von Flüchtlingsaufnahme und -integration sowie der Behindertenhilfe, um die Teilhabe von Geflüchteten mit Behinderung zu verbessern[30].
- Das Projekt „"Leave no one behind!": Mainstreaming von Behinderung in der humanitären Hilfe“ (Berlin) wird seit 2018 unter der Leitung von Handicap International, gemeinsam mit der Christoffel-Blindenmission (CBM) und der Ruhr-Universität Bochum (RUB) umgesetzt. Das Projekt ist auf drei Säulen aufgebaut: den Aufbau fachlicher Kapazitäten deutscher Akteure und ihrer lokalen Partner, der Unterstützung in der Erarbeitung Globaler Richtlinien zur Inklusion von Menschen mit Behinderungen in der humanitären Hilfe und der angewandten Begleitforschung zu Veränderungsprozessen hin zur inklusiven humanitären Hilfe[31].
- Bildungsprojekt: Mit Vorträgen an Schulen oder unseren Ausstellungen möchte die Organisation auf die Folgen von Kriegen, Streubomben und anderen Explosivwaffen aufmerksam machen.[32]  Handicap International hat mit dem Fotojournalisten Till Mayer drei Wanderausstellungen konzipiert:

1. Barriere: Zonen. Leben und Überleben mit Behinderung weltweit[33]
2. erschüttert – Einschläge, die alles ändern[34]
3. Rehabilitation Matters[35]

## Daten und Jahresberichte
Die Organisation veröffentlicht regelmäßig einen Jahresbericht und die Jahresbilanz.
| Jahr | Mitarbeiter gesamt (vor Ort) | Projekte | Länder | Budget (Mio. EUR) | CN 2.1 Rating   |
| ---- | ---------------------------- | -------- | ------ | ----------------- | --------------- |
| 2014 | 3.416                        | 331      | 57     | 137               | 3 von 4 (89,39) |
| 2015 | 3.146 (2.462)                | 341      | 59     | 152               | 3 von 4 (89,39) |
| 2016 | 3.233 (2.522)                | 337      | 56     | 152               | 3 von 4 (89,18) |
| 2017 | 3.278 (2.522)                | 386      | 63     | 178               | —               |
| 2018 | 3.327 (2.518)                | 408      | 62     | 192               | 3 von 4 (89,18) |
| 2019 | 4.237 (3.401)                | 441      | 61     | 217               | —               |
| 2020 | 4.705                        | 420      | 59     | 230               | 3 von 4 (89,18) |
| 2021 | 4.755                        | 452      | 62     | 221               |                 |
| 2022 | 4.794                        | 466      | 60     | 255               |                 |
| 2023 | 5.072                        | 446      | 59     | 254               |                 |
| 2024 | 5280                         | 480      | 58     | 274               |                 |

## Namensgebung

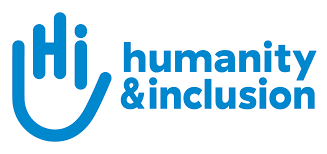
Internationales Logo der Organisation, hier mit dem neuen und dem bisherigen Namen dargestellt

Seit dem 24. Januar 2018 wurde der Name der internationalen Organisation von Handicap International (HI) auf Humanity & Inclusion (HI) geändert. Der neue Name soll die Werte humanity (übersetzt: Menschlichkeit, Humanität) und Inklusion ausdrücken. Die nationalen Vereine heißen in Kontinentaleuropa weiterhin „Handicap International“ (Belgien, Deutschland, Frankreich, Luxemburg und die Schweiz), während sie in Großbritannien, in Kanada und in den USA den Namen „Humanity & Inclusion“ tragen. 26 Vereine und Programme tragen den Namen „Handicap International“, 36 nennen sich „Humanity & Inclusion“.
Die internationale Organisation hat sich außerdem ein Logo gegeben: Der blaue Umriss einer erhobenen Hand soll sowohl einen freundlichen Gruß und als auch ein Signal zum Anhalten darstellen. Das internationale Logo wird, in abgewandelter Form, auch von der deutschen Organisation verwendet.